# 무쓰우라 유타
무쓰우라 유타(일본어: 六浦 雄太, 1999년 5월 1일 ~ )는 일본의 바둑 기사이다. 아이치현 출신으로 일본기원 소속의 8단이다.

## 경력
아이치현 나고야시에서 태어났다. 5세 경에 바둑을 시작하여 아마추어 5단 정도의 아버지와 인근 기원에서 대국을 거듭했고 초등학교 1학년때 하네 야스마사 문하에 들어갔다. 2009년 초등학교 4학년때 소년소녀바둑대회에서 준우승을 차지했고 2010년 일본기원 연구생이 되었다. 2014년 4월, 14세의 나이로 프로바둑에 입단했고 같은해 11월 약리전에서 준우승을 했다. 2015년 20주년 기념 주니어 초청전 LG 챌린저스컵 LG배 세계기왕전 본선 8강에 진출했고 2단으로 승단했다. 2016년 통산 40승을 달성하여 3단으로 승단했다. 2017년 제24회 아함동산배 본선에서 안자이 노부아키와 조치훈, 야마다 기미오을 누르고 결승에 진출하여 다카오 신지를 꺽고 일반 기전에서 첫 우승을 차지했다. 18세 5개월의 나이로 우승한 기록은 역대 3번째 최연소 기록이었다. 이에 따라 7단으로 승단했다. 같은해 왕관전 도전자가 되었고 기도상 신인상을 받았고 일본바둑리그에서 고도인플레이션스에 가입했다. 중일 아함동산배에서 퉈자시에게 패해 준우승에 머물렀다. 2018년 기성전과 명인전에서 중도 탈락했고, 일본바둑리그에서 3승 5패로 7위를 기록했다. 2019년 14회 약리전 결승에 진출했지만 히라타 도모야에게 져서 준우승을 차지했다.